# Vilém König
Vilém König (Praga, 18 settembre 1903 – 5 marzo 1973) è stato un calciatore cecoslovacco, di ruolo centrocampista.

## Carriera

### Club
Dopo aver giocato in patria con successo, vincendo un titolo al Viktoria Zizkov e uno allo Slavia Praga, nella stagione calcistica 1933-1934 si accasa all'Admira Vienna, andando a conquistare una doppietta campionato-coppa d'Austria. L'anno seguente è tra le file dell'Olympique Marsiglia, nel campionato francese, vincendo la Coppa nazionale.

### Nazionale
Debutta in Nazionale il 13 giugno 1926 in un'amichevole contro la Svezia (2-2), giocata da capitano.

## Palmarès

### Club

#### Competizioni nazionali
- Campionato cecoslovacco: 2

Viktoria Zizkov: 1927-1928
Slavia Praga: 1930-1931
- Campionato austriaco: 1

Admira Vienna: 1933-1934
- Coppa d'Austria: 1

Admira Vienna: 1933-1934
- Coppa di Francia: 1

Olympique Marsiglia: 1934-1935